# Friedrich von Motz

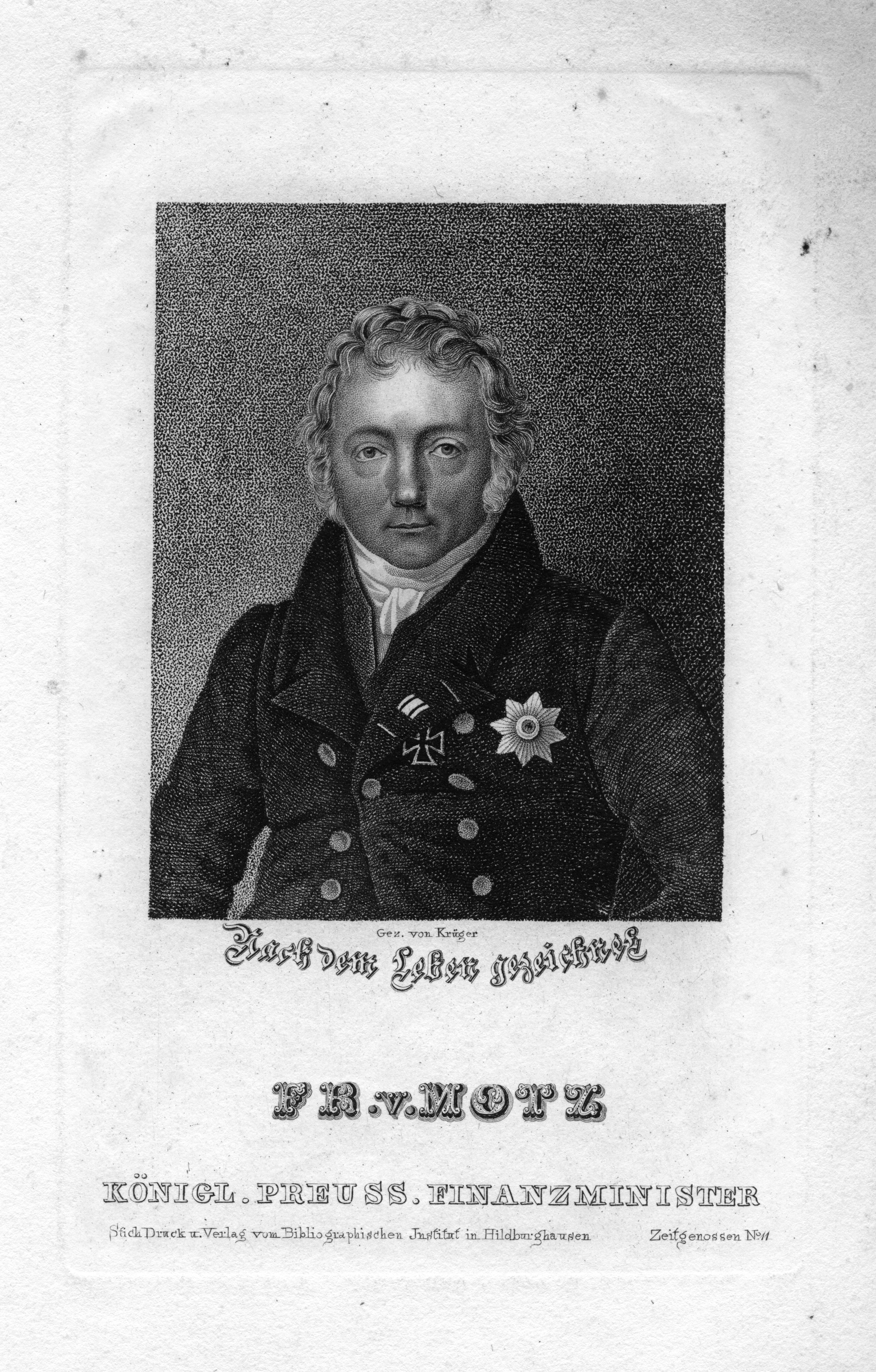
Friedrich von Motz

Friedrich Christian Adolf Motz, ab 1780 von Motz (* 18. November 1775 in Kassel; † 30. Juni 1830 in Berlin) war ein preußischer Staatsmann, preußischer Finanzminister, Oberpräsident der Provinz Sachsen und Regierungspräsident in Erfurt und Magdeburg.

## Herkunft
Er stammte aus einer hessischen Beamtenfamilie. Sein Ur-Urgroßvater, der Kriegsrat Johann Christian Motz, war Kommandant der Residenz und Festung Kassel. Sein Großvater war Christian Heinrich Motz (1687–1751), Herr auf Oberurff sowie hessischer Geheimer Rat und Regierungsvizekanzler in Kassel.
Seine Eltern waren der kurhessische Wirkliche Geheime Rat und Präsident des Oberappellationsgerichts Justin Motz (1733–1813) und dessen Ehefrau Johanna Rieß (1744–1818), eine Tochter des  Wirklichen Geheimen Rats Johann Philipp Rieß (1693–1768). Sein Vater wurde 1780 in den Reichsadelsstand erhoben. Ein Sohn seines Onkels, des Geheimen Regierungsrats Franz Benjamin Rieß, war der kurhessische Minister Franz Hugo Rieß von Scheurnschloß (1781–1857).

## Leben
Motz studierte zunächst von 1792 bis 1794 Rechtswissenschaften in Marburg und übernahm dann 1795 eine Funktion in preußischen Diensten als Auskultator in Halberstadt. 1801 erfolgte seine Ernennung zum Landrat von Halberstadt. Von 1803 bis 1807 bekleidete er diese Funktion im Eichsfeld.
Anfang 1807 war Motz Leiter der direkten Steuern des Harz-Departements und Mitglied der Reichsversammlung im Königreich Westphalen. In der Zeit der napoleonischen Herrschaft war er von 1808 bis 1813 für das Königreich Westphalen als Direktor für Steuern in Heiligenstadt tätig. Nach 1813 war Motz Verwalter der Finanzen der Region Halberstadt.
Nach der Niederlage Napoleons 1815 war Motz unter Wilhelm Anton von Klewiz in Halberstadt beim Zivilgouvernement tätig. Nach der 1816 erfolgten Gründung des Regierungsbezirks Erfurt wurde Motz dessen Vizepräsident und 1818 erster Regierungspräsident. 1820 übernahm Motz, anfangs kommissarisch parallel zu seinem Erfurter Amt die Funktion als Regierungspräsident von Magdeburg und ab November 1824 definitiv, die Funktion des Oberpräsidenten der preußischen Provinz Sachsen in Magdeburg, die er bis 1825 innehatte.
In dieser Zeit engagierte sich Motz für eine Reorganisation der Justiz und die Einführung der Steinschen Städteordnung. Sein Name ist jedoch auch mit der Anlage vieler Chausseen und der Förderung der regionalen Textilindustrie verbunden.
Am 1. Juli 1825 wurde er vom preußischen König zum Geheimen Staats- und Finanzminister ernannt und wechselte am 16. Juni 1825 von Magdeburg nach Berlin. Vor seinem Ableben wurde Motz 1826 zum 2. Chef der Staatsbuchhaltung und war ab 1828 Mitglied des 1817 gegründeten Preußischen Staatsrates.
Zu seiner wesentlichsten Leistung im Amt des Finanzministers wurde die Vorbereitung der Gründung des Deutschen Zollvereins, deren Vollzug 1834 er nicht mehr erlebte. 1828 wurde eine Zollunion zwischen Preußen und Hessen-Darmstadt geschaffen und 1829 konnte Motz mit dem Süddeutschen Zollverein einen Exklusivvertrag über beidseitige Handelsprivilegien abschließen.

## Familie
Er heiratete 1799 in Halberstadt Albertine von Hagen (1779–1852), Erbin der Güter Vollenborn und Rehungen. Sie war die Tochter des halberstädter Landrats Carl Ernst von Hagen (1749–1810) und der Gräfin Henriette von Schlitz genannt von Görtz. Das Paar hatte fünf überlebende Kinder, darunter:
- Sophie Marie Auguste (* 19. Februar 1807; † 9. Dezember 1856) ⚭ Johann Friedrich August Rudolf Hiller von Gaertringen (* 4. Mai 1801; † 27. Oktober 1866)[5]
- Albertine († 1865) ⚭ 1819 Friedrich Anton Ernst Ferdinand von den Brincken (* 23. Februar 1793), Landrat im Kreis Birnbaum und Landstallmeister zu Zirke[6]
- Justin Heinrich, Forstmeister in Cöslin
- Bernhard Rudolf (1804–1862), Oberförster in Leubusch
- Ernst Karl Adrian (* 10. September 1805; † 22. Februar 1858), Landrat ⚭ Emma Viktoria von Frankenberg und Proschlitz (* 17. März 1816; † 28. August 1868)

## Ehrungen
- Ritter des Roten Adlerordens 2. Klasse
- Eisernes Kreuz

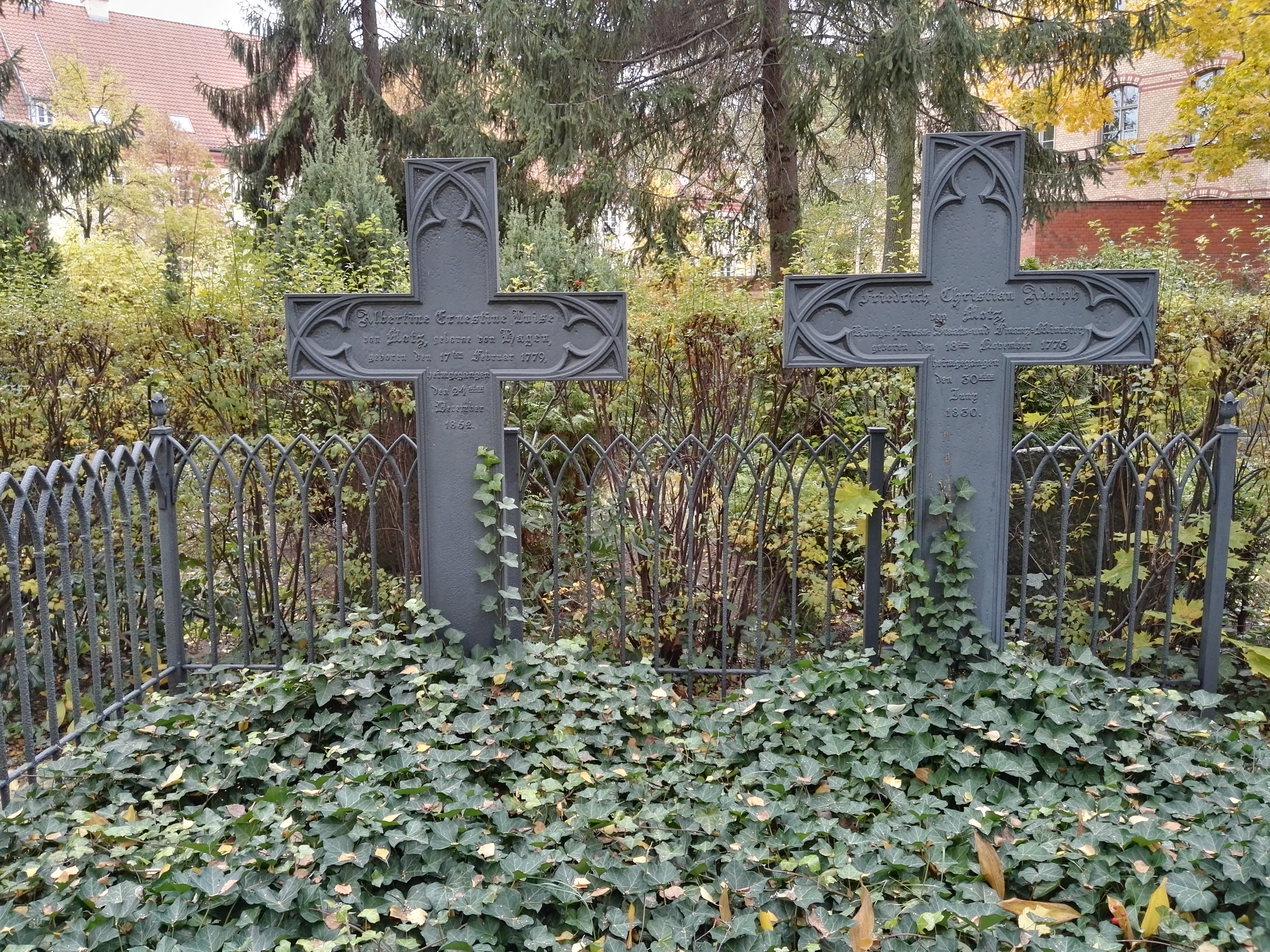
Grabstätte

Die Stadt Magdeburg benannte ihm zu Ehren eine Straße als Motzstraße. Ebenfalls existiert eine Motzstraße im Berliner Bezirk Schöneberg. Eine Motzstraße gibt es ebenso im Süden von Erfurt und in Kassel. Von Motz liegt begraben auf dem historischen Friedhof der Dorotheenstädtischen und Friedrichwerderschen Gemeinde in Berlin-Mitte.